# Brigada cola
Brigada cola fue una telecomedia y serie de acción argentina semanal, producida por Argentina Sono Film y transmitida por Telefé durante tres temporadas, entre los años 1992 y 1994. Es protagonizada por Guillermo Francella durante las dos primeras temporadas, y por Emilio Disi y Fernando Lúpiz en la última. Si bien en principio no estaba destinada solo para el público infantil con el correr de los capítulos se volcó definitivamente a este género y público. El programa comenzó a emitirse el martes 21 de enero de 1992. A partir del 13 de abril, la serie para a emitirse los lunes en el mismo horario, debido al regreso y estreno de la tercer temporada de Amigos son los amigos. 
La primera temporada fue la que más capítulos tuvo, desde enero a diciembre de 1992 se emitieron 52 capítulos. Los dos últimos (21 y 28 de diciembre) festejando los brigadistas Navidad y Año Nuevo. La segunda temporada arrancó luego de unas merecidas vacaciones el lunes 5 de abril y también duró hasta diciembre. En este año se introduce a Brigacop, mitad hombre mitad máquina, que pasó a ser una de las figuras más populares del show. La tercera y última temporada comenzó el lunes 14 de marzo con la despedida de Guillermo Francella, que se fue para hacer otra ficción en el canal: Un hermano es un hermano. Gino Renni no tuvo despedida y nunca se explicó ni se hizo mención a la salida de su personaje. En su lugar ingresaron Emilio Disi y Fernando Lúpiz, hasta el final de la serie. El programa luego pasó de los lunes a los jueves también en el horario de las 21 hs y finalizó en el mes de septiembre.
Durante los meses de diciembre, enero y febrero de 1995, en la programación de verano del canal se emitieron las repeticiones de la primera y segunda temprorada del programa en forma de tira. Durante la primera mitad del año se llevó a cabo una versión teatral que apuntaba a ser un "consuelo" para los fanáticos de la serie tras la finalización del ciclo; además en la obra Los Brigadistas los miembros de la Brigada Cola hicieron un crossover junto a los Power Rangers.
En 2015 y 2020, en conmemoración de los aniversarios 25 y 30 del canal Telefe, se emitieron episodios de la serie.

## Sinopsis
Un grupo comando de élite denominado Brigada Cola debe luchar contra organizaciones criminales, ninjas y villanos de todo tipo y mantener el orden en la ciudad. Los brigadistas viven en la base de la Brigada y la mayor parte de la historia y las actividades del grupo se desarrollan ahí.
Generalmente cada capítulo presentaba un caso distinto, aunque había una continuidad en la serie: un villano tramaba algún plan, la Brigada descubría el mismo y realizaba un operativo para detenerlo. El operativo se diagramaba en la base y El Jefe daba las directivas a los líderes de la Brigada. Francacella, Dichi y Lupintón fueron en distintos momentos los oficiales a cargo de liderar al grupo durante las batallas.

## Productos derivados del programa
Dado el éxito que cosechó durante su emisión se produjeron una variedad de productos derivados del programa de TV:
- Obras de teatro: durante las vacaciones de invierno de 1993 y 1994 se realizaron dos obras de teatro con todos los personajes de la serie. En 1993 se llamó ¡Aguante Brigada! y se realizó en el teatro Opera. En 1994 la bautizaron ¡Grande Brigada! ya que contaba con la participación de dos de otro de los programas éxito del canal, Grande Pá. .
- La música de Brigada: estuvo a cargo de Sony, con tres casetes o CD a la venta (uno por cada temporada).
- Álbum de figuritas: Cromy sacó a la venta dos álbumes de figuritas (1993 y 1994) con todos los personajes de la serie.
- Juguetes articulados: producidos por New Toys, tuvieron su versión articulada los personajes más populares del programa entre 1993 y principios de 1994 (Francacella, Fifone, Echeverry, Nico, Brigacop, dos ninjas y Dichi). También salió a la venta la nave de Brigacop.
- Ropa y accesorios: salieron a la venta la gorra oficial de Brigada, las vinchas rojas y blancas de Fifone y Echeverry, el gorro de lana, un chaleco y el traje de Brigacop.
- La revista de Brigada: Entre septiembre de 1993 y octubre de 1994 salió mensualmente la revista de Editorial Vértice. Salieron 9 números con historietas, juegos, fichas coleccionables y varios sorteos. También salieron dos ediciones especiales llamadas Reviposter con dos vídeos de regalo, la obra de teatro de 1993 y la película Exterminators 2.

## Elenco de las tres temporadas (1992-1993-1994)
- Guillermo Francella - GUILLERMO FRANCACELLA (1992-1993 y cameo en primer capítulo de 1994)
- Emilio Disi - EMILIO DICHI (1994)
- Fernando Lupiz - FERNANDO LUPINTÓN (1994)
- La participación estelar de Gino Renni - FIFONE (1992-1993)
- La colaboración de Mónica Guido - DRA. GUINDA (1992-1993-1994)
- La participación especial de Ricardo Lavie - EL JEFE (1992-1993-1994)
- Actriz invitada Gladys Florimonte - GLADIOLA (1992-1993-1994)
- Héctor Echavarría - ECHEVERRY (1992-1993-1994)
- Edgardo Mesa - GARDO (1992-1993-1994)
- Hernán Caire - TIGRE (1992-1993-1994)
- Javier Belgeri - NICO (1992-1993-1994)
- Eric Grimberg - ERIC (1992-1993)
- Florencia Canale - FLORENCIA (1992-1993)
- Karen Reinhardt - KAREN (1992)
- Raquel Mancini - RAQUEL (1992 un capítulo 1993-1994)
- Hugo Quiril - BRIGACOP (1992 como villano y 1993-1994 como Brigacop)
- Isabella Grohmann - SONIA (1992 un capítulo como villana y 1994 como Sonia)
- Paula Eiranova - PAULA (1992)
- Adriana Basualdo - ADRIANA (1992)
- Claudia Kessel - CLAUDIA (1992)
- Vernon Grimberg - VERNON (1992)
- Mariana Perella - MARIANA (1993)
- Sebastian Beica - SEBASTIÁN (1993)
- Fernando Cacciamani - NAHUEL (1994)
- Daniel Rossi - EL INDIO (1994)
- Liliana Racciopi - MAYSA (1994)
- Tronco (1992-1993-1994)

### Dirección/Producción
- Libros: Juan Carlos Mesa, Gabriel Mesa, Faruk, Daniel Delbene y Carlos Mentasti.
- Productor Ejecutivo: Carlos A. Olveira.
- Dirección: Mono Flores - Eugenio Gorkin.

## Participaciones especiales e invitados
El ciclo contó con invitados especiales: Xuxa, grupos musicales como: Bravo, Black Machine y 2 Unlimited, Marcelo Tinelli (conductor de Videomatch y Ritmo de la noche hasta entonces), Fabián Gianola, Lionel Campoy, Diego Pérez, Cris Morena (conductora de Jugate conmigo), Jorge Guinzburg, Claudio García, Hugo Gatti, Mike Kirton, Jorge Montejo, Alejandra Pradón, Marixa Balli, Sandra Miguez, Susana Sisto, Noelle Balfour , Claudio Rissi , Roberto Fiore, Fausto Collado, Augusto Larreta, Fernando Siro, Pachi Armas, Ariel Boldrini, Jorge Takashima, Augusto Souza, Daniel Peyrán, Miguel Ángel Welinton, Cacho Espíndola, Federico D'Elía, Miguel Habud, entre otros.

### Principales villanos
- Néstor Varzé - El Dragón
- Mike Kirton - El Escorpión
- Macarius
- Jorge Sassi - Enigma
- Miguel Ángel Ramos - Cyborg
- Atila
- Warrior
- Randolph McClain - McClain
- Jean Pierre Noher

## Participaciones, curiosidades, posteriores menciones y homenajes
En 1992 el elenco realizó participaciones en el programa Ritmo de la noche (conducido por Marcelo Tinelli), jugando al fútbol sala contra los elencos de Ritmo, Jugate conmigo, Figuras de la TV, el trío humorístico Midachi y en la antepenúltima emisión del ciclo, contra el elenco de La familia Benvenuto.
En 1993 Jorge Guinzburg participa en un episodio de la segunda temporada, siendo este último figura del canal competencia (Canal 13), y poco tiempo después el elenco es invitado a participar en especiales de Peor es nada, Guillermo Francella y Mónica Guido en La que te Heidi, y Gino Renni en Martín Fierrazo.
En 2005 la actriz Mónica Guido es invitada al programa Casados con hijos en el episodio Pepe Argento, el encapotado, compartiendo una escena nuevamente junto a Francella. En 2006 en la misma serie, en el episodio La mancha voráz, Pepe Argento (personaje interpretado por Guillermo Francella) aparece vestido de policía y suena de fondo la canción Por arriba, por abajo, dicha escena se llevó a cabo para recordar a Brigada Cola. 
Una de las curiosidades es que el personaje Guillermo Francacella también fue simpatizante de Racing Club, como en la vida real lo es su intérprete (Guillermo Francella), del mismo modo otros personajes como Guille Benvenuto de La familia Benvenuto (serie contemporánea a Brigada Cola), Roberto Parodi el hincha en Poné a Francella y Pepe Argento en Casados con hijos.

## Frases populares del programa
- "¡Aguante Brigada!" Generalmente antes de comenzar una batalla o para festejar la victoria.
- "1, 2, 3, no te calentés" Frase célebre del Oficial a cargo Guillermo Francacella.
- "1, 2, 3, 4, si me caliento te/lo/la/los/las mato". Frase del oficial a cargo Guillermo Francacella.
- "3, 2, 1, si me caliento mato a uno".Frase del oficial a cargo Guillermo Francacella.
- El relincho de Fifone, "el potrillito latino y matador" de la Brigada.
- "¡Cuando me caliento, me caliento!" Frase del Oficial a cargo Emilio Dichi
- "¿Qué me dichi, Dichi?" Pregunta de El Jefe para Dichi.
- "¡Qué difícil es ser Jefe!" Frase de El Jefe.
- "¿Qué hace, qué hace?" Frase de Edgardo cuando Gladiola lo acosaba.